# Гідравлічний похил
Гідравлічний похил (рос. гидравлический уклон, англ. hydraulic gradient, нім. Wassergefälle f, Druckgefälle f) — відношення втрати напору {\displaystyle \Delta H} до довжини шляху руху рідини {\displaystyle \Delta l}:
{\displaystyle I=\Delta H/\Delta l.}
Виникає внаслідок гідравлічного опору течії рідини.
Швидкість фільтрації рідини через гірську породу є прямо пропорційною до коефіцієнта фільтрації і гідравлічного похилу (напірного градієнта).